# Troisième circonscription de la Seine-Maritime
La troisième circonscription de la Seine-Maritime est l'une des dix circonscriptions législatives françaises que compte le département de la Seine-Maritime (76) situé en région Normandie.

## Description géographique et démographique

### De 1958 à 1986
Le département avait dix circonscriptions.
La troisième circonscription de la Seine-Maritime était composée de :
- canton de Rouen-1
- canton de Rouen-3
- canton de Rouen-6
- canton de Sotteville-lès-Rouen

Source : Journal Officiel du 14-15 Octobre 1958.

### Depuis 1988
La troisième circonscription de la Seine-Maritime est délimitée par le découpage électoral de la loi no 86-1197 du 24 novembre 1986
, elle regroupe les divisions administratives suivantes : 
- canton du Petit-Quevilly
- canton de Saint-Etienne-du-Rouvray
- canton de Sotteville-lès-Rouen-Est
- canton de Sotteville-lès-Rouen-Ouest.

D'après le recensement général de la population en 1999, réalisé par l'Institut national de la statistique et des études économiques (INSEE), la population de cette circonscription est estimée à 92 019 habitants,.
À la suite du redécoupage des circonscriptions législatives françaises de 2010 qui entre en application avec les élections législatives françaises de 2012, la troisième circonscription regroupe désormais les cantons suivants : 
- canton du Petit-Quevilly
- Canton de Rouen-VI
- canton de Saint-Etienne-du-Rouvray
- canton de Sotteville-lès-Rouen-Est
- canton de Sotteville-lès-Rouen-Ouest.

## Description politique
Depuis la IIIe législature de la Cinquième République, soit 1967, cette circonscription reste ancrée à gauche, alternant entre le PCF et le PS.

## Historique des députations
| Législature | Début de mandat | Fin de mandat   | Député              | Parti politique | Observations |
| ----------- | --------------- | --------------- | ------------------- | --------------- | --- |
| Ire         | 9 décembre 1958 | 9 octobre 1962  | Jean-Marie Morisse  | UNR             | Mandat écourté à la suite d'une dissolution parlementaire décidée par Charles de Gaulle. |
| IIe         | 6 décembre 1962 | 2 avril 1967    | Jean-Marie Morisse  | UNR-UDT         | |
| IIIe        | 3 avril 1967    | 30 mai 1968     | Roland Leroy        | PCF             | Mandat écourté à la suite d'une dissolution parlementaire décidée par Charles de Gaulle. |
| IVe         | 11 juillet 1968 | 1er avril 1973  | Roland Leroy        | PCF             | |
| Ve          | 2 avril 1973    | 2 avril 1978    | Roland Leroy        | PCF             | |
| VIe         | 3 avril 1978    | 22 mai 1981     | Roland Leroy        | PCF             | Mandat écourté à la suite d'une dissolution parlementaire décidée par François Mitterrand. |
| VIIe        | 2 juillet 1981  | 1er avril 1986  | Pierre Bourguignon  | PS              | |
| IXe         | 23 juin 1988    | 1er avril 1993  | Pierre Bourguignon  | PS              | |
| Xe          | 2 avril 1993    | 21 avril 1997   | Michel Grandpierre, | PCF,            | Mandat écourté à la suite d'une dissolution parlementaire décidée par Jacques Chirac. |
| XIe         | 12 juin 1997    | 18 juin 2002    | Pierre Bourguignon, | PS,             | |
| XIIe        | 19 juin 2002    | 19 juin 2007    | Pierre Bourguignon, | PS,             | |
| XIIIe       | 20 juin 2007    | 19 juin 2012    | Pierre Bourguignon  | PS              | |
| XIVe        | 20 juin 2012    | 20 juin 2017    | Luce Pane           | PS              | |
| XVe         | 21 juin 2017    | 21 juin 2022    | Hubert Wulfranc     | PCF             | |
| XVIe        | 22 juin 2022    | 10 janvier 2024 | Hubert Wulfranc,    | PCF,            | Hubert Wulfranc, contraint par la législation limitant le cumul des mandats en France, démissionne après son élection comme maire-adjoint de Saint-Étienne-du-Rouvray et est remplacé par Édouard Bénard. Mandat écourté à la suite d'une dissolution parlementaire décidée par Emmanuel Macron. |
| XVIe        | 10 janvier 2024 | 9 juin 2024     | Édouard Bénard,     | PCF,            | Hubert Wulfranc, contraint par la législation limitant le cumul des mandats en France, démissionne après son élection comme maire-adjoint de Saint-Étienne-du-Rouvray et est remplacé par Édouard Bénard. Mandat écourté à la suite d'une dissolution parlementaire décidée par Emmanuel Macron. |
| XVIIe       | 8 juillet 2024  | En cours        | Édouard Bénard      | PCF             | |

## Historique des élections

### Élections de 1958
| Candidat                    | Candidat               | Parti          | Premier tour | Premier tour | Second tour | Second tour |  |
| Candidat                    | Candidat               | Parti          | Voix         | %            | Voix        | %           |  |
| --------------------------- | ---------------------- | -------------- | ------------ | ------------ | ----------- | ----------- |  |
|                             | Roland Leroy           | PCF            | 12 590       | 27           | 15 427      | 33,51       |  |
|                             | Jean-Marie Morisse élu | UNR            | 12 421       | 26,63        | 23 218      | 50,43       |  |
|                             | Georges Brutelle       | SFIO           | 6 593        | 14,14        | 7 392       | 16,06       |  |
|                             | Roland Tafforeau       | UFD            | 6 547        | 14,04        | Retrait     | Retrait     |  |
|                             | Philippe Morice        | CNIP           | 5 216        | 11,18        | Retrait     | Retrait     |  |
|                             | Marcel Huret           | MRP            | 3 271        | 7,01         | Retrait     | Retrait     |  |
|                             |                        |                |              |              |             |             |  |
| Inscrits                    | Inscrits               | Inscrits       | 62 115       | 100,00       | 62 118      | 100,00      |  |
| Abstentions                 | Abstentions            | Abstentions    | 13 900       | 22,38        | 14 987      | 24,13       |  |
| Votants                     | Votants                | Votants        | 48 215       | 77,62        | 47 131      | 75,87       |  |
| Blancs et nuls              | Blancs et nuls         | Blancs et nuls | 1 577        | 3,27         | 1 094       | 2,32        |  |
| Exprimés                    | Exprimés               | Exprimés       | 46 638       | 96,73        | 46 037      | 97,68       |  |
| Source : Gallica et CEVIPOF |                        |                |              |              |             |             |  |

Le suppléant de Jean-Marie Morisse était Robert Lelongt, commerçant, conseiller municipal de Sotteville-lès-Rouen.

### Élections de 1962
| Candidat                    | Candidat                         | Parti          | Premier tour | Premier tour | Second tour | Second tour |  |
| Candidat                    | Candidat                         | Parti          | Voix         | %            | Voix        | %           |  |
| --------------------------- | -------------------------------- | -------------- | ------------ | ------------ | ----------- | ----------- |  |
|                             | Jean-Marie Morisse sortant réélu | UNR-UDT        | 16 386       | 37,25        | 23 172      | 50,75       |  |
|                             | Roland Leroy                     | PCF            | 14 907       | 33,88        | 22 487      | 49,25       |  |
|                             | André Macé                       | PSU            | 6 036        | 13,72        | Retrait     | Retrait     |  |
|                             | Marcel Billard                   | Modérés        | 3 282        | 7,46         |             |             |  |
|                             | Marcel Huret                     | MRP            | 2 694        | 6,12         |             |             |  |
|                             | Jacques Ragu                     | Divers         | 690          | 1,57         |             |             |  |
|                             |                                  |                |              |              |             |             |  |
| Inscrits                    | Inscrits                         | Inscrits       | 65 683       | 100,00       | 65 664      | 100,00      |  |
| Abstentions                 | Abstentions                      | Abstentions    | 20 328       | 30,95        | 17 632      | 26,85       |  |
| Votants                     | Votants                          | Votants        | 45 355       | 69,05        | 48 032      | 73,15       |  |
| Blancs et nuls              | Blancs et nuls                   | Blancs et nuls | 1 360        | 3            | 2 373       | 4,94        |  |
| Exprimés                    | Exprimés                         | Exprimés       | 43 995       | 97           | 45 659      | 95,06       |  |
| Source : Gallica et CEVIPOF |                                  |                |              |              |             |             |  |

Le suppléant de Jean-Marie Morisse était le Docteur Ulysse Marel, externe des Hôpitaux de Paris.

### Élections de 1967
| Candidat                    | Candidat                   | Parti          | Premier tour | Premier tour | Second tour | Second tour |  |
| Candidat                    | Candidat                   | Parti          | Voix         | %            | Voix        | %           |  |
| --------------------------- | -------------------------- | -------------- | ------------ | ------------ | ----------- | ----------- |  |
|                             | Roland Leroy élu           | PCF            | 20 214       | 37,63        | 23 218      | 50,43       |  |
|                             | Jean-Marie Morisse sortant | UD-Ve          | 17 801       | 33,14        | 22 814      | 43,49       |  |
|                             | Roland Tafforeau           | CIR (FGDS)     | 9 124        | 16,98        | Retrait     | Retrait     |  |
|                             | Henri Lagrange             | CD (PDM)       | 4 024        | 7,49         |             |             |  |
|                             | Michel Bérégovoy           | PSU            | 2 556        | 4,76         |             |             |  |
|                             |                            |                |              |              |             |             |  |
| Inscrits                    | Inscrits                   | Inscrits       | 68 350       | 100,00       | 68 339      | 100,00      |  |
| Abstentions                 | Abstentions                | Abstentions    | 13 475       | 19,71        | 13 501      | 19,76       |  |
| Votants                     | Votants                    | Votants        | 54 875       | 80,29        | 54 838      | 80,24       |  |
| Blancs et nuls              | Blancs et nuls             | Blancs et nuls | 1 156        | 2,11         | 2 376       | 4,33        |  |
| Exprimés                    | Exprimés                   | Exprimés       | 53 719       | 97,89        | 52 462      | 95,67       |  |
| Source : Gallica et CEVIPOF |                            |                |              |              |             |             |  |

Olivier Goubert, ouvrier SNCF, maire de Saint-Étienne-du-Rouvray, était le suppléant de Roland Leroy.

### Élections de 1968
| Candidat                    | Candidat                   | Parti                     | Premier tour | Premier tour | Second tour | Second tour |  |
| Candidat                    | Candidat                   | Parti                     | Voix         | %            | Voix        | %           |  |
| --------------------------- | -------------------------- | ------------------------- | ------------ | ------------ | ----------- | ----------- |  |
|                             | Roland Leroy sortant réélu | PCF                       | 19 843       | 37,62        | 25 463      | 50,77       |  |
|                             | Claude Blaiset             | RI (URP)                  | 14 413       | 27,33        | 24 693      | 49,23       |  |
|                             | Gérard Vittet              | Divers droite (Gaulliste) | 7 074        | 13,41        | Retrait     | Retrait     |  |
|                             | Henri Lagrange             | CD (PDM)                  | 4 299        | 8,15         |             |             |  |
|                             | Roland Brière              | SFIO (FGDS)               | 4 218        | 8            |             |             |  |
|                             | André Macé                 | PSU                       | 2 897        | 5,49         |             |             |  |
|                             |                            |                           |              |              |             |             |  |
| Inscrits                    | Inscrits                   | Inscrits                  | 67 348       | 100,00       | 67 334      | 100,00      |  |
| Abstentions                 | Abstentions                | Abstentions               | 13 802       | 20,49        | 15 519      | 23,05       |  |
| Votants                     | Votants                    | Votants                   | 53 546       | 79,51        | 51 815      | 76,95       |  |
| Blancs et nuls              | Blancs et nuls             | Blancs et nuls            | 802          | 1,5          | 1 659       | 3,2         |  |
| Exprimés                    | Exprimés                   | Exprimés                  | 52 744       | 98,5         | 50 156      | 96,8        |  |
| Source : Gallica et CEVIPOF |                            |                           |              |              |             |             |  |

Olivier Goubert était suppléant de Roland Leroy.

### Élections de 1973
| Candidat                    | Candidat                   | Parti          | Premier tour | Premier tour | Second tour | Second tour |  |
| Candidat                    | Candidat                   | Parti          | Voix         | %            | Voix        | %           |  |
| --------------------------- | -------------------------- | -------------- | ------------ | ------------ | ----------- | ----------- |  |
|                             | Roland Leroy sortant réélu | PCF            | 19 103       | 35,88        | 27 420      | 53,38       |  |
|                             | André Danet                | RI (URP)       | 14 028       | 26,35        | 23 950      | 46,62       |  |
|                             | Serge Huguerre             | MDSF (MR)      | 9 726        | 18,27        | Retrait     | Retrait     |  |
|                             | Daniel Chevallier          | PS (UGSD)      | 7 753        | 14,56        | Retrait     | Retrait     |  |
|                             | Pierre Bourguignon         | PSU            | 1 937        | 3,64         |             |             |  |
|                             | Gérard Filoche             | LCR            | 687          | 1,29         |             |             |  |
|                             |                            |                |              |              |             |             |  |
| Inscrits                    | Inscrits                   | Inscrits       | 67 158       | 100,00       | 67 116      | 100,00      |  |
| Abstentions                 | Abstentions                | Abstentions    | 12 818       | 19,09        | 13 164      | 19,61       |  |
| Votants                     | Votants                    | Votants        | 54 340       | 80,91        | 53 952      | 80,39       |  |
| Blancs et nuls              | Blancs et nuls             | Blancs et nuls | 1 106        | 2,04         | 2 582       | 4,79        |  |
| Exprimés                    | Exprimés                   | Exprimés       | 53 234       | 97,96        | 51 370      | 95,21       |  |
| Source : Gallica et CEVIPOF |                            |                |              |              |             |             |  |

Jean Malvasio, conseiller général de Rouen était le suppléant de Roland Leroy.

### Élections de 1978
| Candidat                    | Candidat                   | Parti              | Premier tour | Premier tour | Second tour | Second tour |  |
| Candidat                    | Candidat                   | Parti              | Voix         | %            | Voix        | %           |  |
| --------------------------- | -------------------------- | ------------------ | ------------ | ------------ | ----------- | ----------- |  |
|                             | Roland Leroy sortant réélu | PCF                | 19 702       | 33,56        | 32 157      | 55,35       |  |
|                             | André Danet                | UDF (PR)           | 15 255       | 25,99        | 25 942      | 44,65       |  |
|                             | Pierre Bourguignon         | PS                 | 12 685       | 21,61        | Retrait     | Retrait     |  |
|                             | Gérard Vittet              | RPR                | 6 785        | 11,56        |             |             |  |
|                             | Anne-Marie Cardon          | PSU (FA)           | 1 397        | 2,38         |             |             |  |
|                             | Jean-Pierre Paris          | LO                 | 857          | 1,46         |             |             |  |
|                             | Jean Parmentier            | UGP                | 623          | 1,06         |             |             |  |
|                             | Ch.-A. Roch                | Divers droite (DC) | 560          | 0,95         |             |             |  |
|                             | Didier Julienne            | FN                 | 444          | 0,76         |             |             |  |
|                             | Michèle Ernis              | LCR                | 395          | 0,67         |             |             |  |
|                             |                            |                    |              |              |             |             |  |
| Inscrits                    | Inscrits                   | Inscrits           | 71 927       | 100,00       | 71 747      | 100,00      |  |
| Abstentions                 | Abstentions                | Abstentions        | 12 078       | 16,79        | 11 776      | 16,41       |  |
| Votants                     | Votants                    | Votants            | 59 849       | 83,21        | 59 971      | 83,59       |  |
| Blancs et nuls              | Blancs et nuls             | Blancs et nuls     | 1 146        | 1,91         | 1 872       | 3,12        |  |
| Exprimés                    | Exprimés                   | Exprimés           | 58 703       | 98,09        | 58 099      | 96,88       |  |
| Source : Gallica et CEVIPOF |                            |                    |              |              |             |             |  |

Le suppléant de Roland Leroy était Jean Malvasio.

### Élections de 1981
| Candidat       | Candidat               | Parti          | Premier tour | Premier tour | Second tour | Second tour |  |
| Candidat       | Candidat               | Parti          | Voix         | %            | Voix        | %           |  |
| -------------- | ---------------------- | -------------- | ------------ | ------------ | ----------- | ----------- |  |
|                | Pierre Bourguignon élu | PS             | 16 540       | 33,69        | 29 802      | 100,00      |  |
|                | Roland Leroy sortant   | PCF            | 14 636       | 29,82        | Retrait     | Retrait     |  |
|                | André Danet            | UDF (PR)       | 8 974        | 18,28        |             |             |  |
|                | Serge Piquenot         | Divers droite  | 3 574        | 7,28         |             |             |  |
|                | Jean-Pierre Dubocage   | RPR (UNM)      | 2 937        | 5,98         |             |             |  |
|                | Catherine Marre        | MÉP            | 907          | 1,85         |             |             |  |
|                | Anne-Marie Cardon      | PSU            | 660          | 1,34         |             |             |  |
|                | Michel Vepierre        | LO             | 418          | 0,85         |             |             |  |
|                | José Perez             | LCR            | 237          | 0,48         |             |             |  |
|                | Georges Bellien        | Divers gauche  | 203          | 0,41         |             |             |  |
|                |                        |                |              |              |             |             |  |
| Inscrits       | Inscrits               | Inscrits       | 72 423       | 100,00       | 72 404      | 100,00      |  |
| Abstentions    | Abstentions            | Abstentions    | 22 797       | 31,48        | 31 496      | 43,5        |  |
| Votants        | Votants                | Votants        | 49 626       | 68,52        | 40 908      | 56,5        |  |
| Blancs et nuls | Blancs et nuls         | Blancs et nuls | 540          | 1,09         | 11 106      | 27,15       |  |
| Exprimés       | Exprimés               | Exprimés       | 49 086       | 98,91        | 29 802      | 72,85       |  |

La suppléante de Pierre Bourguignon était Rolande Valognes, adjointe au maire de Saint-Étienne-du-Rouvray.

### Élections de 1988
| Candidat       | Candidat                         | Parti          | Premier tour | Premier tour | Second tour | Second tour |  |
| Candidat       | Candidat                         | Parti          | Voix         | %            | Voix        | %           |  |
| -------------- | -------------------------------- | -------------- | ------------ | ------------ | ----------- | ----------- |  |
|                | Pierre Bourguignon sortant réélu | PS             | 15 718       | 43,68        | 22 592      | 100,00      |  |
|                | Roland Leroy sortant             | PCF            | 10 056       | 27,94        | Retrait     | Retrait     |  |
|                | Michel Guez                      | UDF (PR) (URC) | 7 251        | 20,15        |             |             |  |
|                | Philippe Duperron                | FN             | 2 945        | 8,18         |             |             |  |
|                | Roger Seri                       | diss. RPR      | 18           | 0,05         |             |             |  |
|                |                                  |                |              |              |             |             |  |
| Inscrits       | Inscrits                         | Inscrits       | 60 001       | 100,00       | 59 999      | 100,00      |  |
| Abstentions    | Abstentions                      | Abstentions    | 23 342       | 38,9         | 30 935      | 51,56       |  |
| Votants        | Votants                          | Votants        | 36 659       | 61,1         | 29 064      | 48,44       |  |
| Blancs et nuls | Blancs et nuls                   | Blancs et nuls | 671          | 1,83         | 6 472       | 22,27       |  |
| Exprimés       | Exprimés                         | Exprimés       | 35 988       | 98,17        | 22 592      | 77,73       |  |

Le suppléant de Pierre Bourguignon était Henri Deschamps.

### Élections de 1993
| Candidat          | Candidat                   | Parti          | Premier tour | Premier tour | Second tour | Second tour |  |
| Candidat          | Candidat                   | Parti          | Voix         | %            | Voix        | %           |  |
| ----------------- | -------------------------- | -------------- | ------------ | ------------ | ----------- | ----------- |  |
|                   | Serge Cramoisan            | UDF (PSD)      | 8 402        | 22,89        | 14 864      | 41,64       |  |
|                   | Michel Grandpierre élu     | PCF (RFP)      | 8 379        | 22,82        | 20 830      | 58,36       |  |
|                   | Pierre Bourguignon sortant | PS (ADFP)      | 8 342        | 22,72        | Retrait     | Retrait     |  |
|                   | Gilles Pennelle            | FN             | 5 173        | 14,09        |             |             |  |
|                   | Jean-Pierre Girod          | Les Verts (EÉ) | 3 070        | 8,36         |             |             |  |
|                   | Daniel Moison              | Divers droite  | 952          | 2,59         |             |             |  |
|                   | Liliane Jullian            | LT-LNÉ         | 874          | 2,38         |             |             |  |
|                   | Jean-Pierre Paris          | LO             | 728          | 1,98         |             |             |  |
|                   | Gabriel Calippe            | PT             | 434          | 1,18         |             |             |  |
|                   | Michèle Ernis              | LCR            | 360          | 0,98         |             |             |  |
|                   |                            |                |              |              |             |             |  |
| Inscrits          | Inscrits                   | Inscrits       | 56 656       | 100,00       | 56 656      | 100,00      |  |
| Abstentions       | Abstentions                | Abstentions    | 18 020       | 31,81        | 18 068      | 31,89       |  |
| Votants           | Votants                    | Votants        | 38 636       | 68,19        | 38 588      | 68,11       |  |
| Blancs et nuls    | Blancs et nuls             | Blancs et nuls | 1 922        | 4,97         | 2 894       | 7,5         |  |
| Exprimés          | Exprimés                   | Exprimés       | 36 714       | 95,03        | 35 694      | 92,5        |  |
| Source : Le Monde |                            |                |              |              |             |             |  |

Le suppléant de Michel Grandpierre était Dominique Hardy, adjoint au maire de Sotteville-lès-Rouen.

### Élections de 1997
| Candidat       | Candidat                   | Parti          | Premier tour | Premier tour | Second tour | Second tour |  |
| Candidat       | Candidat                   | Parti          | Voix         | %            | Voix        | %           |  |
| -------------- | -------------------------- | -------------- | ------------ | ------------ | ----------- | ----------- |  |
|                | Pierre Bourguignon élu     | PS             | 10 782       | 29,85        | 20 299      | 100,00      |  |
|                | Michel Grandpierre sortant | PCF            | 9 605        | 26,59        | Retrait     | Retrait     |  |
|                | Gilles Pennelle            | FN             | 6 011        | 16,64        |             |             |  |
|                | Serge Cramoisan            | UDF (FD)       | 5 123        | 14,18        |             |             |  |
|                | Nathalie Le Blanc          | GÉ             | 1 049        | 2,9          |             |             |  |
|                | Alain Caillot              | Les Verts      | 984          | 2,72         |             |             |  |
|                | Daniel Dieudonné           | LO             | 787          | 2,18         |             |             |  |
|                | Patrice Gonel              | MPF (LDI)      | 380          | 1,05         |             |             |  |
|                | Michèle Ernis              | LCR            | 374          | 1,04         |             |             |  |
|                | Jean-Luc Gaillard          | MÉI            | 335          | 0,93         |             |             |  |
|                | Gabriel Calippe            | PT             | 267          | 0,74         |             |             |  |
|                | Jean-Marc Wegner           | Extrême gauche | 184          | 0,51         |             |             |  |
|                | Marc Stella                | Divers gauche  | 138          | 0,38         |             |             |  |
|                | Éric Bellet                | Divers         | 98           | 0,27         |             |             |  |
|                |                            |                |              |              |             |             |  |
| Inscrits       | Inscrits                   | Inscrits       | 55 034       | 100,00       | 55 034      | 100,00      |  |
| Abstentions    | Abstentions                | Abstentions    | 17 418       | 31,65        | 26 053      | 47,34       |  |
| Votants        | Votants                    | Votants        | 37 616       | 68,35        | 28 981      | 52,66       |  |
| Blancs et nuls | Blancs et nuls             | Blancs et nuls | 1 499        | 3,99         | 8 682       | 29,96       |  |
| Exprimés       | Exprimés                   | Exprimés       | 36 117       | 96,01        | 20 299      | 70,04       |  |

Le suppléant de Pierre Bourguignon était François Zimeray, avocat, maire de Petit-Quevilly. François Zimeray est élu Député au Parlement Européen en 1999, et Président de la Communauté de l'agglomération rouennaise en 2001.

### Élections de 2002
| Candidat       | Candidat                         | Parti             | Premier tour | Premier tour | Second tour | Second tour |  |
| Candidat       | Candidat                         | Parti             | Voix         | %            | Voix        | %           |  |
| -------------- | -------------------------------- | ----------------- | ------------ | ------------ | ----------- | ----------- |  |
|                | Pierre Bourguignon sortant réélu | PS                | 11 388       | 34,4         | 18 280      | 64,26       |  |
|                | Catherine Tafforeau              | UMP               | 6 846        | 20,68        | 10 169      | 35,74       |  |
|                | Michel Grandpierre               | PCF               | 5 931        | 17,92        |             |             |  |
|                | Danielle Deconihout              | FN                | 4 165        | 12,58        |             |             |  |
|                | Jean-Pierre Girod                | Les Verts         | 1 202        | 3,63         |             |             |  |
|                | Michèle Ernis                    | LCR               | 842          | 2,54         |             |             |  |
|                | Daniel Dieudonné                 | LO                | 590          | 1,78         |             |             |  |
|                | Marianne Journiac                | Pôle républicain  | 475          | 1,43         |             |             |  |
|                | Louis Pennacchi                  | LT-LNÉ            | 416          | 1,26         |             |             |  |
|                | Bernard Mazier                   | MNR               | 385          | 1,16         |             |             |  |
|                | Brigitte Brière                  | Divers droite     | 247          | 0,75         |             |             |  |
|                | Stéphanie Lambert                | Extrême gauche    | 233          | 0,7          |             |             |  |
|                | Magali Duménil                   | CPNT              | 146          | 0,44         |             |             |  |
|                | Catherine Bruegghe               | Divers écologiste | 144          | 0,43         |             |             |  |
|                | Luce Eudier-Niel                 | PT                | 96           | 0,29         |             |             |  |
|                |                                  |                   |              |              |             |             |  |
| Inscrits       | Inscrits                         | Inscrits          | 54 309       | 100,00       | 54 309      | 100,00      |  |
| Abstentions    | Abstentions                      | Abstentions       | 20 440       | 37,64        | 24 169      | 44,5        |  |
| Votants        | Votants                          | Votants           | 33 869       | 62,36        | 30 140      | 55,5        |  |
| Blancs et nuls | Blancs et nuls                   | Blancs et nuls    | 763          | 2,25         | 1 691       | 5,61        |  |
| Exprimés       | Exprimés                         | Exprimés          | 33 106       | 97,75        | 28 449      | 94,39       |  |

La suppléante de Pierre Bourguignon était Luce Pane, fonctionnaire, conseillère générale du canton de Sotteville-lès-Rouen-Ouest, première adjointe au maire de Sotteville-lès-Rouen.

### Élections de 2007
| Candidat       | Candidat                         | Parti          | Premier tour | Premier tour | Second tour | Second tour |  |
| Candidat       | Candidat                         | Parti          | Voix         | %            | Voix        | %           |  |
| -------------- | -------------------------------- | -------------- | ------------ | ------------ | ----------- | ----------- |  |
|                | Pierre Bourguignon sortant réélu | PS             | 11 474       | 34,44        | 20 669      | 66,94       |  |
|                | Catherine Tafforeau              | UMP            | 7 994        | 24           | 10 207      | 33,06       |  |
|                | Hubert Wulfranc                  | PCF            | 6 845        | 20,55        |             |             |  |
|                | Thomas Marcy                     | UDF–MoDem      | 1 528        | 4,59         |             |             |  |
|                | Martine Cavelier                 | FN             | 1 496        | 4,49         |             |             |  |
|                | Jean-Pierre Girod                | Les Verts      | 1 155        | 3,47         |             |             |  |
|                | Christine Poupin                 | LCR            | 1 075        | 3,23         |             |             |  |
|                | Hafidh Bensifi                   | SÉGA           | 421          | 1,26         |             |             |  |
|                | Daniel Dieudonné                 | LO             | 363          | 1,09         |             |             |  |
|                | Karin Leroux                     | NC             | 259          | 0,78         |             |             |  |
|                | Josette Delaistre                | MNR            | 250          | 0,75         |             |             |  |
|                | Alain Fléau                      | Divers         | 171          | 0,51         |             |             |  |
|                | Gabriel Calippe                  | PT             | 163          | 0,49         |             |             |  |
|                | Éric Bellet                      | Divers         | 118          | 0,35         |             |             |  |
|                |                                  |                |              |              |             |             |  |
| Inscrits       | Inscrits                         | Inscrits       | 56 934       | 100,00       | 56 934      | 100,00      |  |
| Abstentions    | Abstentions                      | Abstentions    | 22 945       | 40,3         | 24 863      | 43,67       |  |
| Votants        | Votants                          | Votants        | 33 989       | 59,7         | 32 071      | 56,33       |  |
| Blancs et nuls | Blancs et nuls                   | Blancs et nuls | 677          | 1,99         | 1 195       | 3,73        |  |
| Exprimés       | Exprimés                         | Exprimés       | 33 312       | 98,01        | 30 876      | 96,27       |  |

### Élections de 2012
| Candidat       | Candidat           | Parti              | Premier tour | Premier tour | Second tour | Second tour |  |
| Candidat       | Candidat           | Parti              | Voix         | %            | Voix        | %           |  |
| -------------- | ------------------ | ------------------ | ------------ | ------------ | ----------- | ----------- |  |
|                | Luce Pane élue     | PS                 | 14 870       | 40,48        | 19 813      | 100,00      |  |
|                | Hubert Wulfranc    | FG (PCF)           | 9 036        | 24,60        | Retrait     | Retrait     |  |
|                | Jacques Gaillard   | RBM (FN)           | 6 495        | 17,68        |             |             |  |
|                | Brigitte Brière    | DLR                | 1 470        | 4,00         |             |             |  |
|                | Brahim Charafi     | CpF (MoDem)        | 1 418        | 3,86         |             |             |  |
|                | Christophe Chomant | LGM (NC, UMP, PRV) | 1 388        | 3,78         |             |             |  |
|                | Jean-Pierre Lancry | EÉLV               | 1 219        | 3,32         |             |             |  |
|                | Christine Poupin   | NPA                | 434          | 1,18         |             |             |  |
|                | Pascal Le Manach   | LO                 | 291          | 0,79         |             |             |  |
|                | Vincent Crépel     | S&P                | 110          | 0,30         |             |             |  |
|                |                    |                    |              |              |             |             |  |
| Inscrits       | Inscrits           | Inscrits           | 69 261       | 100,00       | 69 260      | 100,00      |  |
| Abstentions    | Abstentions        | Abstentions        | 31 564       | 45,57        | 43 933      | 63,43       |  |
| Votants        | Votants            | Votants            | 37 697       | 54,43        | 25 327      | 36,57       |  |
| Blancs et nuls | Blancs et nuls     | Blancs et nuls     | 966          | 2,56         | 5 514       | 21,77       |  |
| Exprimés       | Exprimés           | Exprimés           | 36 731       | 97,44        | 19 813      | 78,23       |  |

### Élections de 2017
|                                                                                    |                                                                                             |                           |                           |                          |                          |
|                                                                                    |                                                                                             | Premier tour 11 juin 2017 | Premier tour 11 juin 2017 | Second tour 18 juin 2017 | Second tour 18 juin 2017 |
|                                                                                    |                                                                                             |                           |                           |                          |                          |
|                                                                                    |                                                                                             | Nombre                    | % des inscrits            | Nombre                   | % des inscrits           |
| Inscrits                                                                           | Inscrits                                                                                    | 69 397                    | 100,00                    | 69 397                   | 100,00                   |
| Abstentions                                                                        | Abstentions                                                                                 | 36 656                    | 52,82                     | 40 600                   | 58,50                    |
| Votants                                                                            | Votants                                                                                     | 32 741                    | 47,18                     | 28 797                   | 41,50                    |
|                                                                                    |                                                                                             |                           | % des votants             |                          | % des votants            |
| Bulletins blancs                                                                   | Bulletins blancs                                                                            | 586                       | 1,79                      | 1 463                    | 5,08                     |
| Bulletins nuls                                                                     | Bulletins nuls                                                                              | 187                       | 0,57                      | 695                      | 2,41                     |
| Suffrages exprimés                                                                 | Suffrages exprimés                                                                          | 31 968                    | 97,64                     | 26 639                   | 92,51                    |
|                                                                                    |                                                                                             |                           |                           |                          |                          |
| Candidat Étiquette politique (partis et alliances)                                 | Candidat Étiquette politique (partis et alliances)                                          | Voix                      | % des exprimés            | Voix                     | % des exprimés           |
|                                                                                    |                                                                                             |                           |                           |                          |                          |
|                                                                                    | Cyrille Grenot La République en marche                                                      | 8 681                     | 27,16                     | 10 371                   | 38,93                    |
|                                                                                    | Hubert Wulfranc Parti communiste français (La France insoumise - Europe Écologie Les Verts) | 8 656                     | 27,08                     | 16 268                   | 61,07                    |
|                                                                                    | Guillaume Pennelle Front national                                                           | 4 901                     | 15,33                     |                          |                          |
|                                                                                    | Luce Pane (députée sortante) Parti socialiste                                               | 4 573                     | 14,30                     |                          |                          |
|                                                                                    | Jonas Haddad Les Républicains (Union des démocrates et indépendants)                        | 1 760                     | 5,51                      |                          |                          |
|                                                                                    | Abdelkrim Marchani Divers gauche (Éveil citoyen - La Relève citoyenne)                      | 1 225                     | 3,83                      |                          |                          |
|                                                                                    | Jemâa Saad-Bakouche Écologiste (Mouvement 100 % - Alliance écologiste indépendante)         | 695                       | 2,17                      |                          |                          |
|                                                                                    | Pascal Le Manach Lutte ouvrière                                                             | 507                       | 1,59                      |                          |                          |
|                                                                                    | Nadine Jazé Debout la France                                                                | 397                       | 1,24                      |                          |                          |
|                                                                                    | Laurent Montaron Divers (Union populaire républicaine)                                      | 254                       | 0,79                      |                          |                          |
|                                                                                    | Évelyne Delbos Divers (Mouvement démocrate)                                                 | 207                       | 0,65                      |                          |                          |
|                                                                                    | Rémi Candelier Extrême gauche (Parti ouvrier indépendant démocratique)                      | 112                       | 0,35                      |                          |                          |
|                                                                                    | Nicolas Huet de Barros Divers gauche                                                        | 0                         | 0,00                      |                          |                          |
| Source : Ministère de l'Intérieur - Troisième circonscription de la Seine-Maritime |                                                                                             |                           |                           |                          |                          |

### Élections de 2022
| Résultats des élections législatives des 12 et 19 juin 2022 de la 3e circonscription de Seine-Maritime |                          |                          |                          |              |              |             |             |
| Candidat                                                                                               | Candidat                 | Parti et coalition       | Nuance                   | Premier tour | Premier tour | Second tour | Second tour |
| Candidat                                                                                               | Candidat                 | Parti et coalition       | Nuance                   | Voix         | %            | Voix        | %           |
| | Hubert Wulfranc          | PCF (NUPES)              | NUP                      | 13 544       | 44,21        | 18 867      | 70,36       |
| | Salomée Tessier          | RN                       | RN                       | 5 251        | 17,14        | 7 947       | 29,64       |
| | Letycia Ossibi           | LREM (ENS)               | ENS                      | 5 026        | 16,41        |             |             |
| | Kader Chekhemani         | PS diss.                 | DVG                      | 3 374        | 11,01        |             |             |
| | Patrick Chabert          | LR (UDC)                 | DVD                      | 1 115        | 3,64         |             |             |
| | Clémence Bourdet         | REC                      | REC                      | 840          | 2,74         |             |             |
| | Delphine Gerday          | PA                       | ECO                      | 627          | 2,05         |             |             |
| | Tony Vasseur             | LP (UPF)                 | DSV                      | 301          | 0,98         |             |             |
| | Pascal Le Manach         | LO                       | DXG                      | 276          | 0,90         |             |             |
| | Ouarda El Atrassi        | UDMF                     | DIV                      | 216          | 0,71         |             |             |
| | Nicolas Huet de Barros   | SE                       | DIV                      | 63           | 0,21         |             |             |
| Votes valides                                                                                          | Votes valides            | Votes valides            | Votes valides            | 30 633       | 98,14        | 26 814      | 91,02       |
| Votes blancs                                                                                           | Votes blancs             | Votes blancs             | Votes blancs             | 376          | 1,20         | 2 095       | 7,11        |
| Votes nuls                                                                                             | Votes nuls               | Votes nuls               | Votes nuls               | 206          | 0,66         | 550         | 1,87        |
| Total                                                                                                  | Total                    | Total                    | Total                    | 31 215       | 100          | 29 459      | 100         |
| Abstention                                                                                             | Abstention               | Abstention               | Abstention               | 38 900       | 55,48        | 40 669      | 57,99       |
| Inscrits / participation                                                                               | Inscrits / participation | Inscrits / participation | Inscrits / participation | 70 115       | 44,52        | 70 128      | 42,01       |

### Élections de 2024
| Candidat                 | Candidat                 | Parti et coalition       | Nuance                   | Premier tour | Premier tour | Second tour | Second tour |
| Candidat                 | Candidat                 | Parti et coalition       | Nuance                   | Voix         | %            | Voix        | %           |
| ------------------------ | ------------------------ | ------------------------ | ------------------------ | ------------ | ------------ | ----------- | ----------- |
|                          | Édouard Bénard           | PCF (NFP)                | UG                       | 21 000       | 48,64        | 27 329      | 66,88       |
|                          | Pauline Daniel           | RN                       | RN                       | 12 194       | 28,24        | 13 533      | 33,12       |
|                          | Letycia Ossibi           | HOR (ENS)                | HOR                      | 5 951        | 13,78        |             |             |
|                          | Alexis Coppein           | LC (UDC)                 | DVD                      | 2 757        | 6,39         |             |             |
|                          | Pascal Le Manach         | LO                       | EXG                      | 705          | 1,63         |             |             |
|                          | Anthony Vanhese          | REC                      | REC                      | 566          | 1,31         |             |             |
|                          |                          |                          |                          |              |              |             |             |
| Votes valides            | Votes valides            | Votes valides            | Votes valides            | 43 173       | 97,56        | 40 862      | 93,52       |
| Votes blancs             | Votes blancs             | Votes blancs             | Votes blancs             | 781          | 1,76         | 2 224       | 5,09        |
| Votes nuls               | Votes nuls               | Votes nuls               | Votes nuls               | 299          | 0,68         | 608         | 1,39        |
| Total                    | Total                    | Total                    | Total                    | 44 253       | 100          | 43 694      | 100         |
| Abstention               | Abstention               | Abstention               | Abstention               | 26 370       | 37,34        | 26 939      | 38,14       |
| Inscrits / participation | Inscrits / participation | Inscrits / participation | Inscrits / participation | 70 623       | 62,66        | 70 633      | 61,86       |

#### Département de la Seine-Maritime
- La fiche de l'INSEE de cette circonscription : « Tableaux et Analyses de la troisième circonscription de la Seine-Maritime », sur insee.fr, site de l'Institut national de la statistique et des études économiques (consulté le 10 juin 2007) [PDF]

- « Tous les députés du département de la Seine-Maritime depuis 1789 » [archive du 30 septembre 2007], sur assemblee-nationale.fr, site de l'Assemblée nationale française (consulté le 10 juin 2007)

- « Informations contentieuses sur le département de la Seine-Maritime (Élections législatives de 2002) »(Archive.org • Wikiwix • Archive.is • Google • Que faire ?), sur conseil-constitutionnel.fr, site du Conseil constitutionnel (consulté le 13 juin 2007)

#### Circonscriptions en France
- « Carte des circonscriptions législatives en France », sur assemblee-nationale.fr, site de l'Assemblée nationale française (consulté le 10 juin 2007)

- « Résultats électoraux officiels en France »(Archive.org • Wikiwix • Archive.is • Google • Que faire ?), sur interieur.gouv.fr, site du ministère de l'Intérieur (France) (consulté le 13 juin 2007)

- Description et Atlas des circonscriptions électorales de France sur http://www.atlaspol.com, Atlaspol, site de cartographie géopolitique, consulté le 13 juin 2007.